# SP-487
A SP-487 é uma rodovia transversal do estado de São Paulo, administrada pelo Departamento de Estradas de Rodagem do Estado de São Paulo (DER-SP).

## Denominações
Recebe as seguintes denominações em seu trajeto:
Nome:	Trecho sem denominação
- De - até:	SP-270 - Indiana

## Descrição
A rodovia não é asfaltada e encontra-se interditada no momento. Tem seu início no trevo da SP-270 com a SP-483, seguindo até o perímetro urbano da cidade de Indiana.
Principais pontos de passagem: SP-270 - Indiana

## Características

### Extensão
- Km Inicial: 0,000
- Km Final: 15,160

### Municípios atendidos
- Regente Feijó
- Indiana